# Nåldynesläktet
Nåldynesläktet (Leucospermum) är ett släkte i familjen proteaväxter. Blommorna har ett stort antal stift, vilket har givit upphov till namnet "nåldynor".
Släktet är hemmahörande i Sydafrika och Zimbabwe där det finns drygt 40 arter i många olika slags växtmiljöer. I Sverige används bland annat arten bredbladig nåldyna (L. cordifolium) som snittblomma.
Nåldynesläktets arter är nära besläktade med de australiska proteaväxterna i banksiasläktet (Banksia).